# Labeo kibimbi
Labeo kibimbi är en fiskart som beskrevs av Poll, 1949. Labeo kibimbi ingår i släktet Labeo och familjen karpfiskar. IUCN kategoriserar arten globalt som livskraftig. Inga underarter finns listade i Catalogue of Life.